# Joachim Andreae
Joachim Andreae, auch von Andrée,  (* um 1586 in Stralsund; † 2. Mai 1655) war ein niederländischer Politiker, Diplomat und Richter.

## Leben
Joachim Andreae stammte aus Pommern. Er schrieb sich im August 1607 an der Universität Leiden ein, um Rechtswissenschaften zu studieren, war im September 1607 an der Universität Franeker in Friesland und im Oktober 1608 wieder in Leiden. Ort und Zeit seiner Promotion sind nicht bekannt. Nach seiner Rückkehr aus Leiden nach Franeker durfte er mit Zustimmung des Universitätssenats private Disputationen durchführen. Dabei traten überwiegend Ausländer als Verteidiger auf. Die überlieferten Streitgespräche aus den Jahren 1609 und 1610 handelten vor allem vom Lehnsrecht. Am 17. Mai 1613 wurde er als Nachfolger von Henricus Veno zum Professor für Ethik und Physik berufen. Am 24. Juni 1615 erhielt er den Lehrstuhl der Rechte. 1616 war er Rektor der Hochschule.
Am 8. Juli 1620 wurde er Richter am Hohen Rat von Friesland. 1634 gehörte er einer Kommission an, die vom Statthalter und den Ständen Frieslands nach Den Haag entsandt wurde, um bestehende Streitigkeiten zwischen dem friesischen Statthalter Heinrich Casimir I. und dem Statthalter der Niederlande Friedrich Heinrich von Oranien beizulegen. 1635 begleitete er Rochus van den Honert, erster Rat des Hohen Rats, und den Amsterdamer Bürgermeister Andries Bicker als Botschafter nach Polen, Schweden und Dänemark. Sie erreichten eine Verlängerung des auslaufenden Waffenstillstands zwischen Polen und Schweden. In den Jahren 1644/1645 war er erneut mit Andries Bicker und Jacob de Witt als Botschafter zu Verhandlungen in Schweden und Dänemark. Unterstützt durch eine große Flotte unter Witte de With konnte die Delegation der Republik der Sieben Vereinigten Provinzen in Kristianopel den Frieden zwischen Dänemark und Schweden sichern und außerdem für die Niederländer günstige Handel- und Zollbedingungen im Ostseeraum aushandeln.
Nach mehr als 25-jähriger Dienstzeit, zeitweise als vorsitzender Richter, schied er 1646 zugunsten seines Sohnes Henning George aus dem Hohen Rat aus und wurde Kurator der Universität Franeker. Als Präsident der Generalstaaten unterzeichnete er 1648 die Ratifikationsurkunde zum Frieden von Münster. 1651 war er Mitglied und im April desselben Jahres Vorsitzender der Großen Versammlung.
Ihm wurde der Titel eines Ritters (Ridder) verliehen.
In Friesland hatte er großen Einfluss, der sowohl auf seinen Talenten als auch seinen beiden Ehen beruhte. Durch seine Hochzeit mit Ansck van Burmania, einer Tochter des Poppe van Burmania, war er den gebürtigen Friesen gleichgestellt und konnte so einen Sitz im Hohen Rat erhalten. Nach ihrem Tod heiratete er Sophia Vervou († 1671), Witwe des Wytse van Gammingha, Erbherr von Ameland.